# Route nationale M5 (Monténégro)
La route nationale M5 (en monténégrin:Magistralni put M-5) est une route nationale du Monténégro.

## Description
La M5 part de la M-2 à Ribarevine dans une direction initialement sud-est puis vers l’est via Berane et Rožaje jusqu'au poste frontière de Dračenovac avec la Serbie.
En Serbie, la route est prolongée par la route magistrale 22 jusqu'à Novi Pazar.
La longueur de la route M-2 est de 77,7 kilomètres.
Depuis la renumérotation des routes principales monténégrines en 2016, la M5 a remplacé la section nord-est de l'ancienne M2 qui remonte à l'ancienne numérotation yougoslave . 
Elle comprend donc une partie des routes européennes E 65 et E 80.

## Tracé
| Km    | Villes               | Carte interactive |
| ----- | -------------------- | ----------------- |
| 0 km  | Ribarevine (en)      |                   |
| 27 km | Berane               |                   |
| 29 km | Budimlja             |                   |
| 50 km | Kalače               |                   |
| 58 km | Rožaje               |                   |
| 59 km | Most Zeleni          |                   |
| 78 km | Dračenovac Frontière |                   |